# Real Sitio de La Isabela
El balneario de La Isabela (1826-1955), también conocido como Real Sitio de la Isabela, fue un pueblo-balneario situado en las orillas del río Guadiela, próximo a las localidades de Cañaveruelas, en la provincia de Cuenca y Sacedón, en la provincia de Guadalajara, desaparecido bajo las aguas del embalse de Buendía.

## Historia hasta 1800
En tiempos de los romanos se aprovechaban unas termas en la margen derecha del río Guadiela. Muy cerca se encuentran las ruinas de la ciudad romana de Ercavica, que pudieran coincidir con la llamada Contrevia (o el Castro según los naturales de Cañaveruelas). El doctor Mariano Pizzi y Frangeschi, médico de Madrid del siglo XVIII, supuso que los árabes llamaron al lugar Salam-bir, luego Santaber, que significa “pozo de salud”. Santaber es identificado por Francisco Antonio Fuero (1765), cura de la villa de Añazón como un pequeño lugar muy próximo a la dehesa de las pozas.
Hacia 1762, en su obra sobre las aguas medicinales, Juan Gayan y Santoyo da más noticias del lugar. Este médico menciona al Gran Capitán, como usuario de las aguas en los tiempos en que andaba desterrado por la región (hacia 1512). En 1592, Santaber y la dehesa de las pozas (las fuentes termales) fueron dadas por Felipe II a la villa de Cañaveruelas. En 1600 probó estas aguas Bernardo de Sandoval y Rojas (1564-1618), arzobispo de Toledo, que las calificó de aguas santas porque le beneficiaron. En 1666, la Reina Regente, Mariana de Austria (1634-1696), madre de Carlos II, también las tomó para bien. La reina, en agradecimiento, mandó modernizar el edificio primitivo para que sirviera de alojamiento para los reyes y de hospedaje para los necesitados. De las obras, terminadas en 1676, se encargó el II Marqués de Montealegre, Luis Francisco Núñez de Guzmán (h.1615-1674). La reina, el marqués y el doctor Alfonso Limón Montero, habían tomado las aguas a instancia del doctor Fernando Infante y Ollero, que en 1676 publica una memoria sobre estas aguas titulada Teatro de la Salud y baños de Sacedón. El doctor Montero, catedrático de medicina de la Universidad de Alcalá de Henares, reconoce las buenas propiedades de estas aguas en la obra más fundamental de la hidrología médica del Siglo de Oro español, el libro titulado Espejo cristalino de las aguas de España, publicado en 1697 en Alcalá pero finalizado mucho antes, en 1680. 
En 1768, el doctor Miguel Ballesteros también escribió sobre las virtudes medicinales de los Baños de Sacedón. En el siglo XVIII, por los avatares del tiempo, las guerras y otros accidentes, quedaron arruinadas y destruidas la hospedería y el palacio, pero se mantuvo su fama y la gente seguía acudiendo al sitio para beneficiarse de los efectos saludables de sus aguas termales. El lugar carecía de toda comodidad y las personas que acudían a los baños iban todos los días en carruajes o a lomos de caballerías desde la villa de Sacedón, distante legua y media, desde Cañaveruelas, o desde los pueblos próximos de Córcoles, donde estaba el gran Monasterio de Monsalud, Buendía o Huete.

## sigloXIX
Con el inicio del siglo XIX, el infante Antonio se interesa por esas aguas, que analiza (1800-1), y va con frecuencia a Sacedón para someterse a las curas de agua del balneario. El infante anima a su sobrino, el rey Fernando VII, el felón, que acude en 1814 por primera vez, para tratar su rebelde mal de gota que ya le aquejaba a pesar de su juventud (tenía 29 años). La Gaceta de Madrid, del 30 de julio de 1816, comenta la noticia del buen estado de salud del que gozan Fernando VII y su tío en los baños de Sacedón. A la reina también le sientan bien las aguas y sus baños sedantes, y le agrada el paisaje, así que convence al rey para que haga un palacio rodeado de jardines, fuentes y paseos, y un poblado para ochenta colonos que le dieran vida y cuidaran las huertas. La villa de Huete, a la que pertenecían en ese momento todos los terrenos que rodeaban los Baños, los cede en propiedad y a perpetuidad a Fernando VII. El Real Sitio se construyó en unos terrenos en la orilla del río Guadiela, junto a los Baños de Sacedón, a unos ocho kilómetros de Sacedón. Las obras se iniciaron en marzo de 1817. Los tiempos del trienio liberal y de la primera guerra carlista demoraron la terminación de las obras casi nueve años. Se encargó de ellas el arquitecto Antonio López Aguado. Fue declarado Real Sitio el 25 de enero de 1826, con el nombre de La Isabela en homenaje póstumo a la reina fundadora, María Isabel de Braganza (1797-1818). Desaparecido Fernando VII, la reina regente, María Cristina, siguió visitando el real sitio, llevando a su hija niña, la futura Isabel II, buscando alivio para un eccema que tenía en las manos. Vistos los buenos resultados y la belleza del lugar creó un nuevo título nobiliario, Marquesado de La Isabela, que concedió a su hija María Cristina Muñoz y Borbón (1840-1921), fruto de su matrimonio morganático con Fernando Muñoz y Sánchez (1808-1873).
A consecuencia de la desamortización de Madoz, se enajenó del patrimonio real y pasó a manos del Ministerio de la Gobernación (1865), que lo puso a la venta en 1869. En 1876, el pueblo de La Isabela solicitó infructuosamente la independencia de Sacedón y ayuntamiento propio. La economía de los habitantes de La Isabela de todo el año dependía del balneario, a donde se acercaba la burguesía de la época en busca de salud y bienestar. Los balnearios estaban de moda en la Europa del siglo XIX. Ese mismo año, según reflejan las Memorias anuales (los médicos de los Baños tenían obligación de elaborar Memorias científicas y estadísticas de cada temporada; de La Isabela hay unas 50 Memorias), los baños pertenecían a don José de Fontagno y Gargollo. Este señor los reformó totalmente, haciéndolos de hierro esmaltado e individuales, editando incluso publicidad para darlos a conocer. También modernizó el alojamiento y facilitó, por medio de coches, combinados con el ferrocarril, el viaje de Madrid a la Isabela. En 1878 acuden casi un millar de bañistas, entre las que predominan las personas afectadas de enfermedades del sistema nervioso. Las propiedades sedantes de las termas están entonces suficientemente probadas por ser sus aguas radioactivas. A partir de este año, durante la la Restauración, se inicia un lento y paulatino descenso de la concurrencia a los baños.

## sigloXX

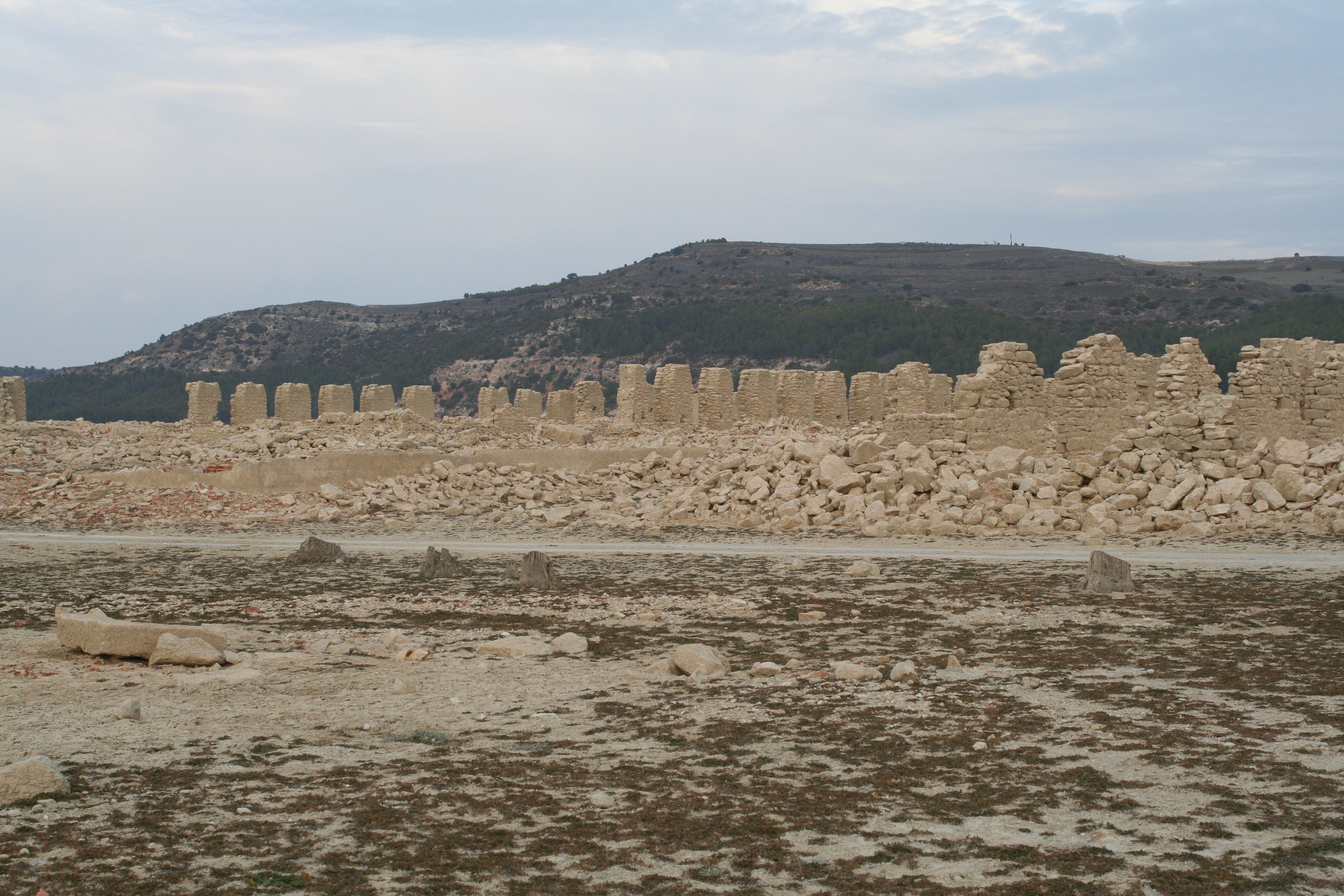
Ruinas Real Sitio de La Isabela y Baños de Sacedón en 2006.

No obstante, aún guardan el suficiente encanto para lograr que Gregorio Marañón (1887-1960) hable bien de ellos en el prólogo a la obra del marqués de la Vega Inclán (1858-1942), el propietario de los baños en 1930. Este decide reformarlos y en 1931, publica un folleto muy cuidado sobre La Isabela. Pero su desarrollo y explotación quedaron parados al desatarse la Guerra civil. Las instalaciones de La Isabela dejaron de ser lugar de recreo y salud de la gente pudiente para ser destinadas a cuarteles y alojamientos para evacuados del ejército de la República, entre ellos enfermos mentales. Acabada la guerra, los muertos en el balneario son enterrados en una fosa común y los locos llevados a un psiquiátrico. No se pensó en volver a poner los baños en uso. Cuando, en 1942, muere Vega Inclán, sus posesiones pasan a ser propiedad del Estado, entre ellas, el pueblo de La Isabela. 
Entre los planes de reconstrucción de España de la postguerra estaban los proyectos hidráulicos y de regadío. La Confederación Hidrográfica del Tajo aprobó el proyecto del embalse de Buendía en diciembre de 1941 e inició las obras en 1946. En 1950, los últimos habitantes de aquel lugar único tuvieron que abandonarlo. El profesor Antonio Castillo de Lucas (1898-1972) en su obra titulada: Thermidas, Salmbir, Sacedón, La Isabela, de 1955, cuenta que fueron despedidos por las autoridades y acompañados por el propio gobernador civil de Guadalajara, Juan Casas Fernández (de 1941 a 1953), hasta el nuevo lugar de residencia, dispuesto por el Instituto de Colonización en el coto de San Bernardo, partido judicial de Peñafiel (provincia de Valladolid). El 15 de julio de 1958 se inauguraron los pantanos y todo el lugar de La Isabela y el pueblo de Santa María de Poyos quedaron definitivamente cubiertos por las aguas. El embalse apenas supera el 20% de llenado, hasta el punto que las ruinas de la Isabela emergen, están expuestas al aire y son fácilmente visitables por excursionistas. La Isabela forma parte de la lista de pueblos sepultados por los pantanos que en los años 50 inauguró Franco. Estas grandes obras públicas del régimen pasaron por encima de conjuntos histórico-artísticos importantes, como éste u otros (por ejemplo, Augustobriga en Talavera la Vieja).

## Descripción
El Real Sitio de La Isabela consistía en un poblado de calles en cuadrícula y un enorme palacio rectangular. Había unas 50 viviendas y muchas habitaciones para los visitantes y los residentes que iban a beneficiarse de las aguas termales del balneario. La gente acudía para buscar alivio de enfermedades varias como la gota, la epilepsia, las convulsiones, el reuma, las erupciones de la piel, etc. También había un puente de piedra reconstruido sobre el río Guadiela. Como en tantos balnearios, sus aguas podían tomarse bebidas o en baño. La gente prefería emplearlas como bebida, a pesar del mal sabor que, incluso a baja temperatura, suelen tener las aguas termales sulfurosas. Con los años se añadieron la Casa de Oficios, la Casa de Servidumbre, la iglesia y unas cuantas fuentes que adornaban las calles y paseos. En las inmediaciones se trabajaba un gran huerto. La vegetación del valle era muy abundante, a semejanza de la que hay en los valles que surcan La Alcarria.
Son muchos los reportajes que se han hecho y las historias que se cuentan sobre este pequeño pueblo que tuvo su importancia entre 1826 y 1930.